# Billiard
Pour les articles homonymes, voir Billiard (homonymie).
Un billiard est, en échelle longue, l'entier naturel qui vaut 1015 (1 000 000 000 000 000). Ce nombre est égal à 1 000 0002,5, soit 1 000 billions ou 1 million de milliards. Par exemple, « 1 288 269 950 042 115 » représente 1 billiard 288 billions 269 milliards 950 millions 42 mille 115. Pour exprimer un nombre de cet ordre de grandeur, la notation scientifique est préférée. Par exemple, 124 billiards est équivalent à 1,24 × 1017 en notation scientifique ou 124 × 1015 en notation ingénieur. Mille billiards est égal à un trillion (1018) en échelle longue.
Le nombre 1015 est appelé quadrillion en échelle courte.
Dans le Système international d'unités, « billiard » est noté par le préfixe P (péta).